# Татарсько-Пішлинське сільське поселення
Тата́рсько-Пішли́нське сільське поселення (рос. Татарско-Пишлинское сельское поселение) — муніципальне утворення у складі Рузаєвського району Мордовії, Росія. Адміністративний центр — село Татарська Пішля.
При переписі населення 2010 року сільське поселення називалось Татарсько-Пішленське.

## Населення
Населення — 3216 осіб (2019, 3271 у 2010, 3226 у 2002).

## Склад
До складу поселення входять такі населені пункти:
| Населений пункт       | Населення, осіб (2002) | Населення, осіб (2010) |
| --------------------- | ---------------------- | ---------------------- |
| Боголюбовка, присілок | 3                      | 0                      |
| Татарська Пішля, село | 3223                   | 3271                   |